# Über Nacht Familienvorstand
Über Nacht Familienvorstand ist ein US-amerikanisches Drama von Regisseur Steven Robman aus dem Jahr 2006 nach einem Roman von Claire Scovell Lazebnik.

## Handlung
Die College Studentin Olivia muss sich nach dem Tod ihres Vaters um ihre Halbschwester Celia aus zweiter Ehe kümmern. Sie hat mit vielen Problemen zu kämpfen wie sie Pünktlich in die Schule zu bringen und auch wieder abzuholen. Sie bittet ihre Mutter um Hilfe die auch gleich bei ihr mit einzieht. Trotzdem füllt sie sich der Aufgabe nicht gewachsen und will lieber mit ihrem Freund nach Italien fahren und Celia zu ihren Großeltern bringen. Als es dann so weit ist, fährt sie nicht, weil ihr Celia an Herz gewachsen ist.

## Kritik
Das Lexikon des internationalen Films sah eine „einfühlsam geschriebene, überzeugend gespielte Familiengeschichte um das Erwachsenwerden unter erschwerten Bedingungen.“